# Gertrúd magyar királyné
Meráni Gertrúd (vagy Merániai Gertrudis, németül: Gertrud von Andechs-Meran; Andechs, 1185. szeptember 24. – Pilis hegység, 1213. szeptember 28., vagy szeptember 8.) az Andechs-házból származó meráni hercegnő, IV. Bertold és Rochlitzi Ágnes hatodik gyermeke, II. András magyar királlyal kötött házassága révén a középkori Magyarország királynéja.

## Élete
Gertrúd 1185. szeptember 24-én született a bajorországi Andechsben, a kor egyik legbefolyásosabb bajor nemesi családjába, az Andechs-házba. Testvéreinek egyike a híres szépség, Merániai Ágnes volt (e tekintetben Gertrúd sem maradt el tőle), aki II. Fülöp Ágost francia király feleségeként vonult be a történelembe. Másik nővére a később szentté avatott Sziléziai Hedvig. Legifjabb öccse, Berthold, kalocsai érsek lett. Két másik testvére, Eckbert bambergi püspök és Henrik isztriai gróf 1208-ban Magyarországra jött, miután meggyanúsították őket, hogy közük volt Fülöp német király meggyilkolásához.
II. András és Gertrúd 1203 előtt házasodtak össze. Hamarosan kiderült, hogy Gertrúd többre vágyik, mint hogy udvarát igazgassa és öt gyermekének nevelésével foglalatoskodjon.
A merénylet jelenkori legvalószínűbb magyarázata a magányos merénylő volt, valamilyen ismeretlen személyes indítékkal. A merénylettel később vádolt személyek ugyanis a merénylet utáni években komoly pozíciókat töltöttek be, ami a kor jogértelmezésében elképzelhetetlen, hiszen a királyi személyek elleni merénylet, felbujtás, vagy bűnsegédség ugyanolyan szigorú megítélés alá esett, és főbenjáró bűn volt. 
Korábban azt feltételezték, hogy a király előnyben részesítette a királyné rokonságát a magyarokkal szemben, amiért a főnemesek egy csoportja (Péter csanádi ispán, Kacsics nembeli Simon és Bánk veje, Simon) összeesküvést szőtt ellene. A merényletet e szerint a bizonyítatlan teória szerint a főurak II. András halicsi hadjáratának idején hajtották végre: a Pilisben rendezett királyi vadászaton az első adandó alkalommal megölték Gertrúdot. II. András szeretett feleségét halála helyszínének közelében, a pilisi cisztercita kolostorban, díszes szarkofágban temette el. A török hódoltság alatt elpusztult kolostor romjai a mai Pilisszentkereszt területén vannak, a gótikus síremlék maradványai a Magyar Nemzeti Galériában láthatók. A szentkereszti erdőben végzett ásatásokat vezető Gerevich László régészprofesszor szerint a síremléket a híres francia építész, Villard de Honnecourt készítette.
A merénylet történetét Katona József Bánk bánja és Erkel azonos című operája, valamint Passuth László a Hétszer vágott mező című regénye dolgozta fel. E művek tolmácsolásában András inkább a külpolitikával foglalkozott, mint az ország dolgaival, így Gertrúd, az idegennek számító királyné ült a trónon. A magyar nemesség Andrást tekintette urának, így nem meglepő, hogy nem nézték jó szemmel, hogy a királyné kénye-kedvére saját népének adományozza az ország legszebb vidékeit, legszorgalmasabb jobbágyait, legjobb erődítményeit. Mivel a király messze volt és Gertrúd amúgy sem szívelte a magyar főurak jelenlétét, a nemesség magára maradt. Az irodalmi művekben foglaltakkal ellentétben a merániak nem zsarnokoskodtak az ország lakosságán, a parasztok nem szenvedtek el olyan kizsákmányolást, és nem nélkülöztek annyira, mint például a 16. vagy 19. században.
II. András és Gertrúd gyermekei:
- Mária (1203–1221), II. Iván Aszen bolgár cár felesége lett
- Béla (1206–1270), 1235-től IV. Béla néven magyar király
- Erzsébet (1207–1231), IV. Lajos türingiai tartománygróf felesége, 1235-től Szent Erzsébet
- Kálmán (1208–1241), Szlavónia hercege
- András (1210/12 – 1234), Halics királya.